# Мартинес Буш, Хорхе
Хорхе Мартинес Буш (исп. Jorge Martínez Busch; 13 сентября 1936, Сан-Бернардо — 14 октября 2011, Винья-дель-Мар) — чилийский адмирал, в 1990—1997 — главнокомандующий ВМС Чили. В последние дни режима генерала Пиночета — 8 — 11 марта 1990 — состоял в Правительственной хунте. В 1998—2006 — сенатор по назначению. Известен как океанополитик — морской геополитик — автор концепции «Чилийского моря».

## Морской офицер
Родился в семье армейского генерала, известного крайне правыми националистическими взглядами (в начале 1970-х Эктор Мартинес Амаро-старший был непримиримым противником правительства Сальвадора Альенде). Хорхе Мартинес Буш учился в заведении Братьев христианских школ. В 1957 окончил Военно-морское училище в Вальпараисо.
Командовал различными судами военного флота — баржей, миноносцем, противолодочным кораблём, эсминцами. Был специалистом по применению торпед, противолодочной обороне, морскому минированию. В 1973 — год военного переворота — имел звание корвет-капитан. Был женат, имел двух сыновей и дочь.

## Адмирал и член хунты
При военном режиме генерала Аугусто Пиночета Хорхе Мартинес Буш продолжал военно-морскую службу. О его политической роли или участии в репрессиях сведения отсутствуют. В 1987 контр-адмирал Мартинес Буш возглавил военно-морской штаб. В 1989 — вице-адмирал.
8 марта 1990 Хорхе Мартинес Буш в чине адмирала был назначен главнокомандующим ВМС Чили. По этой должности он вошёл в последний состав Правительственной хунты. В качестве представителя ВМС сменил адмирала Хосе Торибио Мерино — соответственно, занял пост председателя хунты. Но его председательство, как и членство, продлилось всего три дня. Если адмирал Мерино оставался членом хунты дольше всех других, то адмирал Мартинес Буш — меньше всех и стал её последним членом.
11 марта 1990 хунта прекратила свою деятельность, были восстановлены демократические порядки, генерала Пиночета сменил на посту президента христианский демократ Патрисио Эйлвин.

## Сенатор-океанополитик
До 1997 Хорхе Мартинес Буш оставался главнокомандующими чилийским ВМФ. На этом посту он разработал и представил концепцию Океанополитики — «Чилийского моря (Чили лицом к морю)». Концепция исходит из особых интересов и прав Чили в юго-восточной акватории Тихого океана — в сфере морских сообщений, рыболовства, научных исследований, обеспечения безопасности. Территориальными вершинами своеобразного треугольника обозначены северная граница Чили, остров Пасхи и Чилийская антарктическая территория. Концепция учитывает положения морского права, но не получила международного признания.
14 ноября 1997 Хорхе Мартинес Буш оставил военно-морскую службу (на посту главнокомандующего флотом его сменил Хорхе Арансибиа Рейес). 23 декабря 1997 он стал институциональным сенатором — членом Сената Чили по назначению от Совета национальной безопасности. Оставался сенатором до 2006, когда конституционная реформа отменила институциональные назначения. Участвовал в формировании партии отставных военных, но проект не получил развития. Был профессором нескольких университетов, возглавлял Геополитический институт, Институт тихоокеанских исследований, Академию военно-морской истории. Руководил комплектацией флотского архива и исторической библиотеки.
Скончался Хорхе Мартинес Буш от тяжёлой болезни в возрасте 75 лет. Его портрет установлен в Национальном морском музее.